# گریمسلی، تنسی
گریمسلی(به انگلیسی: Grimsley) شهری در ایالت تنسی کشور ایالات متحده آمریکا است که جمعیت آن در سرشماری سال ۲۰۱۰ میلادی، ۱٬۱۶۷ نفر بوده‌است.